# 102/35 su SPA 9000
Il 102/35 su SPA 9000 fu un autocannone utilizzato nel corso della prima guerra mondiale dal Regio Esercito. Il complesso rappresentò il primo sistema d'arma del Regio Esercito basato su un pezzo di artiglieria montato su un veicolo in modo permanente.

## L'origine
La necessità di avere artiglierie più mobili di quanto fosse consentito dal traino animale era sentita in diverse nazioni europee. In genere questa necessità era presente per le artiglierie destinate al contrasto aereo, e sia in Germania sia in Francia erano stati prodotti pezzi contraerei dal calibro di 75 mm montati su affusti a candeliere fissati ad autocarri. In Italia erano in corso di costituzione 6 batterie su autocannoni da 75 mm di progettazione congiunta Ansaldo Krupp, tuttavia lo stato maggiore ravvisava la necessità di avere una mobilità analoga per cannoni destinati alla specialità pesante campale.
Nei primi giorni del maggio 1915 l'Ansaldo aveva prodotto 90 cannoni da 102/35 (di progettazione congiunta con la Schneider e l'Armstrong) destinati all'armamento dei cacciatorpediniere della Regia Marina. Considerando che l'approntamento dei mezzi navali avrebbe richiesto ancora un tempo piuttosto lungo, l'Ansaldo propose al Regio Esercito di utilizzare 20 di questi cannoni su telaio SPA 9000 in modo da avere un'elevata capacità di movimento sul campo di battaglia. La commessa venne accettata dall'esercito, che l'ampliò, tanto che nel luglio del 1915 erano già ordinati 72 complessi destinati ad armare 18 batterie. Dopo una serie di prove piuttosto severe, soprattutto per i mezzi dell'epoca, il mezzo fu ordinato il 7 settembre 1915.

## La tecnica
Il complesso fu il primo autocannone di costruzione e progettazione italiana, la bocca da fuoco era un cannone navale 102/35 su affusto a candeliere, mentre il veicolo era un autocarro SPA 9000.

### La bocca da fuoco
La bocca da fuoco era il cannone 102/35 di progettazione Ansaldo-Schneider-Armstrong. La canna era lunga 3733 mm e di calibro 101,6 mm. L'otturatore era a cuneo con azionamento semiautomatico, quindi si poteva avere una cadenza teorica di 20 colpi al minuto, tuttavia, per limitare il surriscaldamento della canna, la cadenza di tiro in caso di fuoco prolungato era limitata a un colpo ogni 4 minuti, limite non sempre rispettato dai gruppi di artiglieria.
La culla era tubolare ed avvolgeva la canna, sopra la culla erano posti i cilindri idraulici dei freni di rinculo e dei recuperatori (tre cilindri).
Il piedistallo dell'affusto era fissato al pianale dell'autocarro, aveva forma tronco-conica ed era in acciaio fuso.
I serventi erano protetti da uno scudo in tre sezioni, del peso di 300 kg, con la sezione centrale curva, che copriva la parte della culatta del pezzo. Lo scudo aveva una finestra di puntamento sul lato sinistro, in corrispondenza dei congegni di elevazione e di brandeggio.
Dopo le prime esperienze di impiego bellico l'elevazione massima fu portata 34°.

### L'autocarro
L'autocarro su cui era sistemato il pezzo era uno SPA (Società Piemontese Automobili) 9000C. Le varianti al veicolo standard erano date dalla corazzatura del motore e del radiatore. Il motore era un monoblocco da 5670 cm³, 4 cilindri, alimentato a benzina che erogava 35 CV a 1200 rpm. Il cambio era a 4 velocità e retromarcia, con trasmissione a catena sulle ruote posteriori gemellate, ed ognuno dei due semiassi posteriori era mosso da una catena a rulli, protetta da un carter che impediva a fango e polvere di venire in contatto con gli organi mobili. Le ruote posteriori erano doppie affiancate e di diametro maggiore delle ruote anteriori (unicamente direttrici). Tutte le ruote erano a razze con anello di gomma piena sul cerchione. Il sistema frenante agiva sul semiasse delle ruote posteriori, ed era molto soggetto a malfunzionamenti per presenza di sporcizia nel dispositivo.
Le prestazioni del complesso, del peso globale di 6900 kg, quindi superiore al massimo previsto per l'autocarro, erano di una velocità massima su strada di 20 km/h ed una velocità di crociera di 16 km/h, pendenza massima superabile del 15%.
La bocca da fuoco era sistemata sul pianale posteriore, che fungeva anche da pavimento per i serventi quando manovravano il pezzo.
Quando il cannone era in batteria, venivano applicati alla parte posteriore due puntelli in acciaio, uniti a due forcelle dell'autotelaio e terminanti con due vomeri che venivano interrati. Inoltre sotto al pianale veniva abbassato un telaio rigido per impedire che il peso del pezzo gravasse sulle balestre.
I puntelli ed i vomeri erano trasportati dagli autocarri di scorta, quindi i tempi di messa in batteria del complesso erano notevolmente lunghi. Per questo motivo furono inizialmente fissate all'autocarro due code di legno, fornite di vomere leggero, che, nel corso della marcia, erano ribaltate sul telaio del veicolo. Le code, provate il 1º dicembre 1917 per i tiri contro un riflettore in caverna, dimostrarono la loro efficacia. Il pezzo si dimostrò anche più stabile della configurazione normale quando sparava con la seconda carica.

## Il sistema d'arma
Fin dalla progettazione fu chiaro che l'autocannone aveva bisogno operativamente di un certo numero di veicoli di supporto, quindi il semplice complesso autocarro-cannone si trasformò in un sistema d'arma complesso (per i tempi in cui operò). I principali veicoli di questo sistema, a parte l'autocannone, avevano i compiti di trasporto personale, trasporto munizioni e supporto tecnico-logistico. I veicoli erano distribuiti a livello gruppo o a livello batteria.

### Batteria
La batteria, su quattro autocannoni, aveva anche
- quattro veicoli "autoscorta", destinati al trasporto dei serventi dei pezzi, che erano SPA 9000C, con il motore ed il radiatore protetti come quelli dell'autocannone, ma con il cassone adattato al trasporto degli 8 serventi, dei puntelli e dei vomeri. Inoltre su ogni veicolo erano trasportati 8 cofani per munizioni, contenenti ciascuno 9 proietti e 9 cariche di lancio
- quattro autocarri munizioni, che erano SPA 8000 in grado di trasportate 12 cofani per munizioni analoghi a quelli portati dal veicolo scorta (quindi un totale di 108 colpi).
- quattro autocarri porta bagaglio, modello SPA 8000, che non avevano protezione al radiatore ed al motore (in quanto non era previsto l'impiego sulla linea pezzi) ed erano forniti di tettuccio a mantice per proteggere il conducente. Il cassone poteva trasportare 12 artiglieri e poteva essere protetto da un telo impermeabile.
- un veicolo officina mobile, su autocarri SPA 9000C, con il cassone furgonato con carrozzeria metallica, privi di blindatura anteriore. Gli attrezzi da officina (tornio e trapano a colonna) erano messi in funzione direttamente dal motore dell'autoveicolo tramite sistemi di cinghie e pulegge.
- un autocarro comando modello Lancia 1Z, con centrale telefonica
- un autocarro osservatorio, modello Lancia 1Z con scala porta[9]
- una autovettura per ufficiali, modello Isotta Fraschini OC5 o TM 70/80 per il comandante di batteria
- due moto per ufficiali di collegamento, con sidecar prodotti dalla ditta Frera
- due moto per staffette della ditta Frera

### Gruppo
Il gruppo era su un reparto comando e tre o quattro batterie, il comando di gruppo aveva a disposizione
- una autovettura per ufficiali
- un autocarro osservatorio
- due autocarri porta bagaglio
- due moto per ufficiali di collegamento
- due moto per staffette
- due biciclette

per ovvi motivi di standardizzazione i veicoli del comando di gruppo erano uguali ai veicoli corrispondenti delle batterie.

## Le caratteristiche tattiche
Il cannone era stato progettato per l'uso navale, quindi la balistica interna era ottimizzata per avere grande gittata e traiettoria molto tesa, tuttavia quest'ultima caratteristica non era ottimale per l'impiego su terreno montagnoso, in quanto i bersagli defilati in molti casi sarebbero stati battuti con più efficacia da un obice. Inoltre la carica di lancio, molto potente per il calibro del cannone, studiata appunto per poter impegnare imbarcazioni nemiche alla massima distanza, provocava un rapido surriscaldamento della canna, con conseguente riduzione delle caratteristiche balistiche del pezzo per l'aumento del vento e, proseguendo nell'uso dell'arma, ad una rapida usura della bocca da fuoco.
Ulteriori difetti erano legati al concetto stesso dell'arma, che, avendo un'altezza notevole rispetto al suolo, era difficilmente occultabile e poco stabile sia in marcia sia in batteria a causa del baricentro elevato. I tempi di messa in batteria fra l'altro si rivelarono fin dall'inizio piuttosto lunghi, e, la necessità di trasportare i vomeri ed i serventi sul veicolo "autoscorta" limitò la mobilità dell'intera linea pezzi delle batterie.

### Modalità di impiego
Le modalità di impiego dei pezzi prevedevano che fossero usati per batteria (non per gruppo) e che fossero alle dipendenze dirette dei comandi superiori (di armata o di corpo d'armata) utilizzati in difesa come rincalazo all'artiglieria campale o per essere riunite (utilizzati per gruppo) per realizzare un intervento rapido in supporto dell'azione di attacco.

## L'impiego
- granata mod. Ansaldo (13,350 kg) caricata ad alto esplosivo
- shrapnel-granata mod. Pancani (14.650 kg) (sviluppato nel 1917)
- granata inerte (per esercitazione)

La richiesta delle armi proseguì fino al settembre 1916, quando lo Stato Maggiore riconobbe che gli svantaggi legati al sistema d'arma non compensavano il vantaggio di avere un'unica piattaforma per il veicolo ed il pezzo d'artiglieria. La produzione proseguì quindi solo fino all'ottobre 1917 per un totale di 135 autocannoni. Il costo del sistema d'arma fu presumibilmente uno dei fattori che ne determinarono la dismissione, considerando che una batteria costava più di due milioni di lire dell'epoca, contro un bilancio del Regno d'Italia nel 1914 ammontante ad un totale di tre miliardi di lire.
Dall'aprile 1916 alla fine della prima guerra mondiale, i gruppi su 102/35-SPA 9000 operarono in tutte le battaglie sul fronte italiano. Naturalmente i criteri di impiego prevedevano uno stazionamento relativamente arretrato e disperso, per poi convergere rapidamente in rincalzo alle artiglierie campali già schierate per aumentarne la relativa potenza di fuoco. In sostanza i criteri di impiego erano quelli dell'artiglieria campale (controllata dalle divisioni), mentre la posizione gerarchica era alle dipendenze dirette delle armate. Nel corso della guerra furono costituiti sette gruppi armati con questo mezzo: uno, perso nella ritirata da Caporetto, venne successivamente ricostituito.
I primi gruppi, costituiti nell'aprile del 1916, furono il I Gruppo e il IV Gruppo, che giunsero in zona di guerra a metà maggio, e furono immediatamente schierati in posizione difensiva per fermare la Strafexpedition.
Nel corso della sesta battaglia dell'Isonzo (agosto 1916) le batterie, schierate inizialmente a nord-ovest di Monfalcone per ingannare il nemico sulla direzione dell'attacco, furono rapidamente spostate a cavallo della ferrovia Gorizia-Cormons, dove cooperarono all'avanzata delle fanterie. In particolare il I Gruppo partecipò all'attacco su Monte Cauriol, dove sorprese il nemico con una marcia notturna di 130 km.
Il II, III e VI Gruppo, riuniti nella zona di Gorizia, parteciparono alla decima battaglia dell'Isonzo (maggio-giugno 1917).
Tutti i gruppi da 102/35-SPA 900 parteciparono all'undicesima battaglia dell'Isonzo (agosto-settembre 1917), con il VI Gruppo che operò al di là del fiume in appoggio diretto alle fanterie che avanzavano. Terminata la battaglia il IV, V, e VI Gruppo restarono a disposizione della 1ª e della 6ª Armata sul fronte dell'Isonzo.
Gli autocannoni parteciparono anche alla battaglia di Caporetto ed alla successiva ritirata sul Tagliamento e successivamente sul Piave. Il IV Gruppo, schierato nella stretta di Selisce, fu costretto a ritirarsi fin dalla mattina del 24 ottobre 1917, perdendo un autocannone, immobilizzato dall'artiglieria nemica. Il V ed il VI Gruppo si ritirarono nelle ore successive del 24 ottobre ed il giorno seguente, dopo aver impegnato (nei limiti delle possibilità di tiro dei pezzi) le fanterie austro-tedesche. All'atto dell'attacco il II ed il III Gruppo furono richiamati dal fronte del Trentino su cui erano schierati. Entrambi parteciparono al fallito tentativo di blocco dell'avanzata nemica sulla linea degli sbocchi. Nel corso del ripiegamento sul Tagliamento dei due gruppi il II Gruppo fu rallentato dai blocchi stradali, tanto che arrivò a Codroipo quando la città era già stata occupata dalle forze tedesche, cosicché fu costretto a rendere inservibile il materiale, mentre il personale riuscì (almeno in parte) ad attraversare il fiume. Il I Gruppo, che si trovava a Padova per la revisione dei motori degli automezzi, fu inviato d'urgenza sul Tagliamento per difendere la riva destra, ripiegando successivamente sul Piave insieme agli altri gruppi.
Le batterie efficienti furono schierate a copertura di Treviso sulla riva sinistra del Piave, da cui furono successivamente ritirate partecipando alla difesa della linea del Piave e del Monte Grappa.
Nella primavera del 1918 i gruppi furono riuniti in una nuova unità, il 23º Raggruppamento pesante campale, che comprendeva oltre ai gruppi su autocannoni, anche il VII Gruppo, su tre batterie da 75 mm Déport autoportate e due gruppi (XXXIV e XXXVI) di obici 149/35 Mod. 1901, ogni gruppo era su tre batterie di quattro pezzi ciascuna. La creazione del raggruppamento significò una variazione dei criteri di impiego dei pezzi, dato che il raggruppamento dipendeva direttamente dal Comando Supremo, ed in tal modo i gruppi erano sottratti al controllo delle armate, per poter essere utilizzati eventualmente a massa.
Nel corso della battaglia del solstizio i gruppi parteciparono attivamente al tiro di controbatteria e contropreparazione, il V Gruppo, esposto direttamente all'offensiva nemica che aveva superato il Piave, fu costretto a ritirarsi. I Gruppi IV, V e VI furono successivamente (23 giugno) spostati sul fronte del Grappa, dove ripresero l'azione di fuoco il 24 giugno, dopo solo 19 ore di interruzione.
Nella battaglia di sfondamento i gruppi operarono nuovamente sotto il controllo operativo delle armate (3ª Armata: I, IV, V e VI Gruppo; 8ª Armata: II e III Gruppo). Il V ed il VI Gruppo alla vigilia dell'offensiva furono spostati su posizioni avanzate, da cui protessero la fanteria attaccante anche nel corso della crisi dell'attraversamento del Piave da parte dell'artiglieria campale. Il 31 ottobre fu ordinato ai gruppi di attraversare il Piave per partecipare all'inseguimento del nemico. Il raggruppamento fu assegnato ad operare con le tre divisioni di cavalleria che avanzavano verso il Tagliamento, in questo modo, per la prima volta, il raggruppamento agiva come unità organica in una situazione di guerra mobile, tuttavia, dopo solo tre giorni, la tregua con l'Austria del 4 novembre fermava le batterie sulla linea del Tagliamento.
Dopo la fine della prima guerra mondiale le autobatterie furono tutte radiate, ed i pezzi furono probabilmente restituiti alla Regia Marina. Comunque il pezzo da 102/35 venne riutilizzato nel corso della seconda guerra mondiale in sette esemplari montati su autocarri Fiat 634N, utilizzati in Africa Settentrionale come batteria mobile inquadrata in unità della MILMART al seguito della divisione corazzata Ariete.